# Каташинський Іларіон Мефодійович
Іларіон Мефодійович Каташинський (1867 — 3 вересня 1943) — селянський депутат II Державної думи від Подільської губернії, молдованин.

## Біографія
Православний молдаванин, селянин села Жури, Балтського повіту, Подільської губернії.
Початкову освіту здобув удома. Мав земельний наділ.
У лютому 1907 був обраний членом II Державної думи від Подільської губернії. Входив до Трудової групи, фракції Селянського союзу та Української громади. Активної участі у думській діяльності не брав.